# Guillonville
Guillonville és un municipi francès, situat al departament de l'Eure i Loir i a la regió de Centre – Vall del Loira. L'any 2007 tenia 453 habitants.

## Demografia

### Població
El 2007 la població de fet de Guillonville era de 453 persones. Hi havia 176 famílies, de les quals 36 eren unipersonals (20 homes vivint sols i 16 dones vivint soles), 56 parelles sense fills, 72 parelles amb fills i 12 famílies monoparentals amb fills.
La població ha evolucionat segons el següent gràfic:
Habitants censats

### Habitatges
El 2007 hi havia 216 habitatges, 176 eren l'habitatge principal de la família, 27 eren segones residències i 13 estaven desocupats. Tots els 216 habitatges eren cases. Dels 176 habitatges principals, 154 estaven ocupats pels seus propietaris, 19 estaven llogats i ocupats pels llogaters i 3 estaven cedits a títol gratuït; 3 tenien dues cambres, 23 en tenien tres, 43 en tenien quatre i 107 en tenien cinc o més. 155 habitatges disposaven pel capbaix d'una plaça de pàrquing. A 81 habitatges hi havia un automòbil i a 85 n'hi havia dos o més.

### Piràmide de població
La piràmide de població per edats i sexe el 2009 era:
| Homes | Edats   | Dones |
| ----- | ------- | ----- |
| 0     | 95 o +  | 0     |
| 0     | 90 a 94 | 0     |
| 0     | 85 a 89 | 8     |
| 12    | 80 a 84 | 4     |
| 4     | 75 a 79 | 12    |
| 20    | 70 a 74 | 8     |
| 8     | 65 a 69 | 20    |
| 12    | 60 a 64 | 8     |
| 8     | 55 a 59 | 16    |
| 12    | 50 a 54 | 12    |
| 12    | 45 a 49 | 16    |
| 12    | 40 a 44 | 8     |
| 12    | 35 a 39 | 8     |
| 28    | 30 a 34 | 12    |
| 24    | 25 a 29 | 20    |
| 12    | 20 a 24 | 24    |
| 4     | 15 a 19 | 4     |
| 4     | 10 a 14 | 4     |
| 8     | 5 a 9   | 12    |
| 8     | 0 a 4   | 16    |

## Economia
El 2007 la població en edat de treballar era de 273 persones, 230 eren actives i 43 eren inactives. De les 230 persones actives 213 estaven ocupades (125 homes i 88 dones) i 17 estaven aturades (3 homes i 14 dones). De les 43 persones inactives 18 estaven jubilades, 11 estaven estudiant i 14 estaven classificades com a «altres inactius».

### Ingressos
El 2009 a Guillonville hi havia 175 unitats fiscals que integraven 435,5 persones, la mediana anual d'ingressos fiscals per persona era de 18.902 €.

### Activitats econòmiques
Dels 10 establiments que hi havia el 2007, 1 era d'una empresa extractiva, 2 d'empreses de construcció, 1 d'una empresa de comerç i reparació d'automòbils, 1 d'una empresa de transport, 1 d'una empresa financera i 4 d'empreses de serveis.
Dels 2 establiments de servei als particulars que hi havia el 2009, 1 era un paleta i 1 electricista.
L'any 2000 a Guillonville hi havia 29 explotacions agrícoles que ocupaven un total de 2.562 hectàrees.

## Poblacions més properes
El següent diagrama mostra les poblacions més properes.